# Big Sky Conference
La Big Sky Conference (o BSC) (español: Conferencia del Gran Cielo) es una conferencia de la División I de la NCAA, dentro de la División I FCS con competición de fútbol americano. Fundada en 1963, está formada por 11 miembros que compiten en 15 deportes. Los miembros de la misma pertenecen al oeste de los Estados Unidos, en los estados de Arizona, California, Colorado, Idaho, Montana, Oregón, Utah, y Washington.

## Miembros

### Miembros actuales
| Logo | Institución                              | Localización           | Equipo      | Tipo    |
| ---- | ---------------------------------------- | ---------------------- | ----------- | ------- |
|      | Universidad de Washington Oriental       | Cheney, Washington     | Eagles      | Pública |
|      | Universidad de Idaho                     | Moscow, Idaho          | Vandals     | Pública |
|      | Universidad Estatal de Idaho             | Pocatello, Idaho       | Bengals     | Pública |
|      | Universidad de Montana Missoula          | Missoula, Montana      | Grizzlies   | Pública |
|      | Universidad Estatal de Montana - Bozeman | Bozeman, Montana       | Bobcats     | Pública |
|      | Universidad del Norte de Arizona         | Flagstaff, Arizona     | Lumberjacks | Pública |
|      | Universidad del Norte de Colorado        | Greeley, Colorado      | Bears       | Pública |
|      | Universidad Estatal de Portland          | Portland, Oregón       | Vikings     | Pública |
|      | Universidad Estatal de Sacramento        | Sacramento, California | Hornets     | Pública |
|      | Universidad Estatal de Weber             | Ogden, Utah            | Wildcats    | Pública |

### Futuros Miembros
| Logo | Institución                     | Localización     | Equipo       | Tipo    | Año de Unión | Conferencía Actual                                                                         |
| ---- | ------------------------------- | ---------------- | ------------ | ------- | ------------ | ------------------------------------------------------------------------------------------ |
|      | Universidad del Sur de Utah     | Cedar City, Utah | Thunderbirds | Pública | 2026         | Western Athletic Conference (otros deportes) United Athletic Conference (fútbol americano) |
|      | Universidad Tecnológica de Utah | St. George, Utah | Trailblazers | Pública | 2026         | Western Athletic Conference (otros deportes) United Athletic Conference (fútbol americano) |

### Miembros Asociados
| Logo | Institución                                   | Localización                | Equipo   | Tipo    | Miembro desde | Deporte          | Conferencia Primaria           |
| ---- | --------------------------------------------- | --------------------------- | -------- | ------- | ------------- | ---------------- | ------------------------------ |
|      | Universidad Politécnica Estatal de California | San Luis Obispo, California | Mustangs | Pública | 2012          | Fútbol americano | Big West Conference            |
|      | Universidad Francis Marion                    | Florence, Carolina del Sur  | Patriots | Pública | 2025          | Golf masculino   | Conference Carolinas (Div. II) |
|      | Universidad de California en Davis            | Davis, California           | Aggies   | Pública | 2012          | Fútbol americano | Big West Conference            |

### Antiguos miembros
| Institución                                   | Localización                  | Equipo         | Tipo    | Año de unión | Año de salida | Conferencia actual |
| --------------------------------------------- | ----------------------------- | -------------- | ------- | ------------ | ------------- | --- |
| Universidad Gonzaga                           | Spokane, Washington           | Bulldogs       | Privada | 1963         | 1979          | West Coast Conference (Pac-12 Conference en 2026)                                                                     |
| Universidad de Nevada, Reno                   | Reno, Nevada                  | Wolf Pack      | Pública | 1979         | 1992          | Mountain West Conference                                                                                              |
| Universidad Estatal de Boise                  | Boise, Idaho                  | Broncos        | Pública | 1970         | 1996          | Mountain West Conference (Pac-12 Conference en 2026)                                                                  |
| Universidad Estatal de California, Northridge | Northridge, California        | Matadors       | Pública | 1996         | 2001          | Big West Conference                                                                                                   |
| Universidad de Dakota del Norte               | Grand Forks, Dakota del Norte | Fighting Hawks | Pública | 2012         | 2018          | The Summit League (otros deportes) MVFC (fútbol americano)                                                            |
| Universidad del Sur de Utah                   | Cedar City, Utah              | Thunderbirds   | Pública | 2012         | 2022          | Western Athletic Conference (otros deportes) United Athletic Conference (fútbol americano) Big Sky Conference en 2026 |

## Campeonatos de fútbol americano
| Universidad          | Años miembro           | Total títulos | Última victoria |
| -------------------- | ---------------------- | ------------- | --------------- |
| Montana              | 1963-presente          | 19            | 2023            |
| Montana State        | 1963-presente          | 17            | 2024            |
| Eastern Washington   | 1987-presente          | 10            | 2018            |
| Idaho                | 1965-95, 2018-presente | 8             | 1992            |
| Boise State          | 1970-95                | 6             | 1994            |
| Weber State          | 1963-presente          | 5             | 2019            |
| Nevada               | 1979-91                | 4             | 1991            |
| Idaho State          | 1963-presente          | 4             | 2002            |
| Sacramento State     | 1996-presente          | 3             | 2022            |
| Northern Arizona     | 1970-presente          | 2             | 2003            |
| Southern Utah        | 2012-22                | 2             | 2017            |
| Cal Poly             | 2012-presente          | 1             | 2012            |
| North Dakota         | 2012-17                | 1             | 2016            |
| UC Davis             | 2012-presente          | 1             | 2019            |
| Cal State Northridge | 1996-2000              | 0             |                 |
| Northern Colorado    | 2006-presente          | 0             |                 |
| Portland State       | 1996-presente          | 0             |                 |